# Rancocas
Rancocas (Chichequaas, Ramcock, Ancocus, Rancocas, Rancokas, Rankoke, Remahenonc, Remkoke), tribelet Unami Indijanaca, šire grupe Delaware, s istočne obale Delaware u New Jerseyu. Njihovo selo Ramcock nalazilo se u 17. stoljeću uz Rancocas Creek na području današnjeg okruga Burlington. Broj ratnika (1648) procjenjen je na 100.